# Sorrows of Happiness
Sorrows of Happiness è un film muto del 1916 diretto da Joseph Kaufman.

## Trama
In una piccola cittadina arriva David Garrick, uomo di città, che con il suo fascino seduce la giovane e ingenua Mary Carroll, promettendole di sposarla. Viene organizzata la cerimonia di nozze che dovrebbe svolgersi qualche giorno dopo alle tre del pomeriggio. Ma lo sposo non arriverà mai: è stato richiamato in città perché gli è morto il padre che lo ha lasciato erede di una consistente somma di denaro.
Ritornato alla vita di sempre, David riprende a frequentare la sua ex fidanzata, Katherine, una ricca signorina della buona società. Mary, abbandonata sull'altare, perde la testa e, ogni giorno, alle tre aspetta che arrivi lo sposo. Grace, sua sorella, giura di vendicarla. Quando vede su un giornale la foto di David, si reca in città. Circuisce l'uomo facendolo cadere perdutamente innamorato di lei e riesce a portarlo a dichiararsi. Al momento di sposarsi, però, lei si fa da parte e conduce all'altare la sorella. David sposerà Mary il giorno dopo, felice di averla ritrovata.

## Produzione
Il film fu prodotto dalla Lubin Manufacturing Company con il titolo di lavorazione The Rift in the Lute.

## Distribuzione
Distribuito dalla General Film Company, il film venne distribuito nelle sale statunitensi il 3 gennaio 1916.